# Монсамполо дел Тронто
Монсамполо дел Тронто (итал. Monsampolo del Tronto) насеље је у Италији у округу Асколи Пичено, региону Марке.
Према процени из 2011. у насељу је живело 519 становника. Насеље се налази на надморској висини од 174 м.

## Становништво
| 1936. | 1951. | 1961. | 1971. | 1981. | 1991. | 2001. | 2011. |
| ----- | ----- | ----- | ----- | ----- | ----- | ----- | ----- |
| 3.212 | 3.347 | 3.124 | 2.847 | 3.129 | 3.694 | 3.995 | 4.563 |